# Hotel on Phillips
The Hotel on Phillips es un hotel en 100 N. Phillips Ave. en Sioux Falls, Dakota del Sur. Está ubicado en el antiguo edificio del Banco Nacional de Sioux Falls, un rascacielos construido en 1917, durante la Primera Guerra Mundial. El edificio fue incluido en el Registro Nacional de Lugares Históricos en 1979 como "Edificio del Banco Nacional de Sioux Falls". La propiedad también ha sido conocida como el edificio 100 North Phillips.
Era el edificio más alto del estado de Dakota del Sur cuando se construyó y siguió siendo el más alto cuando se incluyó en el Registro Nacional. En 2019, la más alta es la CenturyLink Tower, también en Sioux Falls, construida en 1986.
Se ha denominado Sullivanesque. Fue diseñado por los arquitectos Weary & Alford de Chicago. Fue construido por los constructores Pike & Cook de Minneapolis. 
El hotel ha sido incluido por el National Trust for Historic Preservation en su programa Historic Hotels of America desde 2019.
Según el programa Historic Hotels of America, "El arquitecto principal del proyecto fue Oscar Wentworth [sic, aparentemente significando Oscar Wenderoth ], ex director de la Oficina del Arquitecto Supervisor del Gobierno de los Estados Unidos. Con la ayuda de la empresa contratista Pike & Cook, Wentworth pasó el año siguiente desarrollando el rascacielos de nueve pisos con diseños inspirados en la estética arquitectónica del visionario John Sullivan. El edificio hoy se erige como el único ejemplo que queda de esta marca única de arquitectura, conocida como Sulluvanesque, en todo Sioux Falls".